# Kolibiská
Kolibiská este o arie protejată (arie specială de conservare — SAC, sit de importanță comunitară — SCI) din Slovacia întinsă pe o suprafață de 17,2 ha, integral pe uscat.

## Localizare
Centrul sitului Kolibiská este situat la coordonatele 49°17′41″N 21°40′35″E / 49.294847°N 21.676509°E.

## Înființare
Situl Kolibiská a fost declarat sit de importanță comunitară în decembrie 2021.

## Biodiversitate
Situată în ecoregiunea alpină, aria protejată conține 1 habitat natural: Fânețe de joasă altitudine (Alopecurus pratensis, Sanguisorba officinalis).
La baza desemnării sitului se află un număr nedeclarat de specii protejate.